# موزه معماری لتونی
موزه معماری لتونی (به لتونیایی: Latvijas Arhitektūras muzejs) یک موزه در شهر ریگا، لتونی است. این بنا در یک ساختمان قدیمی قرون وسطایی قرار دارد که بخشی از سه برادر است و متعلق به انجمن موزه لتونی است.